# Cnemaspis limi
Cnemaspis limi este o specie de șopârle din genul Cnemaspis, familia Gekkonidae, descrisă de Atulananda Das și Grismer în anul 2003. A fost clasificată de IUCN ca specie cu risc scăzut. Conform Catalogue of Life specia Cnemaspis limi nu are subspecii cunoscute.